# Računalna glazba
Računalna glazba je primjena računalne tehnologije u glazbenom skladanju, kako bi se ljudskim skladateljima pomoglo stvoriti novu glazbu ili kako bi računala samostalno stvarala glazbu. Uključuje teoriju i primjenu novih i postojećih računalnih softverskih tehnologija i osnovne aspekte glazbe, poput sinteze zvuka, digitalne obrade signala, dizajna zvuka, zvučne difuzije, akustike i psihoakustike. Područje računalne glazbe može vući korijene sve do vremena nastanka elektroničke glazbe te prvih eksperimenta i inovacija u polju elektroničkih instrumenata na prijelazu iz 20. u 21. stoljeće.
U 2000-ima, s raširenom dostupnošću relativno pristupačnih kućnih računala koja imaju veliku brzinu obrade podataka i rastom kućnog snimanja pomoću digitalnog audio snimanja i digitalnih radnih audiosustava u rasponu od GarageBanda do Pro Toolsa, termin se ponekad koristi za opisivanje glazbe koji je stvorena pomoću digitalne tehnologije.

## Povijest
Velik dio rada na računalnoj glazbi utemeljen je na odnosu glazbe i matematike, odnosu začetom još od Starih Grka.
Glazbene melodije prvi je put generiralo računalo izvorno nazvano CSIR Mark 1 (kasnije preimenovano u CSIRAC) u Australiji 1950. godine. Iz Amerike i Engleske bilo je novinskih izvještaja da su računala možda i ranije svirala glazbu, ali temeljito istraživanje je razotkrilo da su to samo priče jer nema dokaza koji podupiru novinske izvještaje (od kojih su neki očito bili bazirani tek na pretpostavkama).[nedostaje izvor]
Prvo računalo na svijetu za reprodukciju glazbe bio je CSIR Mark 1 (kasnije nazvan CSIRAC ), koji su dizajnirali i izgradili Trevor Pearcey i Maston Beard kasnih 1940-ih. Matematičar Geoff Hill programirao je CSIR Mark 1 da svira popularne glazbene melodije ranih 1950-ih. 1950. godine CSIR Mark 1 korišten je za reprodukciju glazbe, i to je prva poznata uporaba digitalnog računala u tu svrhu. Ova glazba nikada nije snimljena, ali je točno rekonstruirana. Godine 1951. javno je reproduciran "Marš Pukovnika Bogeyja" od kojega postoji samo rekonstrukcija. Međutim, CSIR Mark 1 svirao je standardni repertoar i nije se koristio za proširenje glazbenog razmišljanja ili kompozicijske prakse.
Prva računalna glazba koja je izvedena u Engleskoj bila je izvedba britanske himne koju je programirao Christopher Strachey na računalu Ferranti Mark 1, krajem 1951. godine. Kasnije te godine BBC je snimio kratke odlomke triju djela: Britanske državne himne, "Ba, Ba Black Sheep" i "In the Mood ", što je prepoznato kao najranija snimka uporabe računala za reprodukciju glazbe jer glazba računala CSIRAC nikada nije snimljena. Istraživači na Sveučilištu Canterbury, Christchurch obnovili su ovu snimku 2016. godine, a rezultati su dostupni na SoundCloudu. 
Daljnja dva glavna razvoja 1950-ih bila su podrijetlo digitalne sinteze zvuka putem računala i algoritamskih programa za kompoziciju. Max Mathews iz laboratorija Bell razvio je utjecajni program MUSIC I te njegove nasljednike, dodatno popularizirajući računalnu glazbu kroz članak u časopisu Science iz 1963. godine. Između ostalih pionira, glazbeni kemičari Lejaren Hiller i Leonard Isaacson radili su na nizu eksperimentalnih algoritamskih kompozicija od 1956. – 59. godine, Koji su se očitovali u praizvedbi Suite Illiac za gudački kvartet 1957. godine. 
U Japanu eksperimenti s računalnom glazbom sežu u 1962. godinu, kada su profesor Sveučilišta Keio Sekine i inženjer Toshibe Hayashi eksperimentirali s računalom TOSBAC. To je rezultiralo djelom pod naslovom Suita TOSBAC, pod utjecajem prije spomenutih. Kasnije japanske računalne glazbene skladbe uključuju komad Kenjira Ezakija predstavljen tijekom Osaka Expa '70 i "Panoramic Sonore" (1974.) glazbenog kritičara Akimichija Takede. Ezaki je također objavio članak pod nazivom "Suvremena glazba i računala" 1970. godine. Od tada se japansko istraživanje računalne glazbe uglavnom provodi u komercijalne svrhe i popularne glazbe, iako su se neki ozbiljniji japanski glazbenici koristili velikim računalnim sustavima kao što je Fairlight 1970-ih. 
Rani računalno-glazbeni programi obično se nisu izvodili u stvarnom vremenu, iako su prvi eksperimenti na CSIRAC-u i Ferranti Mark 1 djelovali u stvarnom vremenu. Od kasnih 1950-ih, sve sofisticiranijim programiranjem, djela bi se izvodila satima ili danima, na višemilijunskim računalima, stvarajući po samo nekoliko minuta glazbe. Jedan od načina da se to zaobiđe bio je korištenje 'hibridnog sustava' digitalnog upravljanja analognim sintesajzerom, a rani primjeri toga bili su sustav GROOVE Maxa Mathewsa (1969.) i također MUSYS Petera Zinovieffa (1969). Krajem 1970-ih ti su sustavi postali komercijalizirani, posebno sustavi poput Roland MC-8 Microcomposera, gdje sustav zasnovan na mikroprocesoru upravlja analognim sintetizatorom. Objavljen 1978. godine rad Johna Chowninga na FM sintezi od 1960-ih do 1970-ih omogućio je mnogo učinkovitiju digitalnu sintezu, na kraju vodeći ka razvoju pristupačnog digitalnog sintisajzera Yamaha DX7 temeljenog na FM sintezi, objavljenom 1983. Uz Yamahu DX7, pojava jeftinih digitalnih čipova i mikroračunala otvorila je vrata stvaranju računalne glazbe u stvarnom vremenu. Osamdesetih godina, japanska osobna računala poput NEC PC-88 dolazila su instalirana sa zvučnim čipovima s mogućnošću FM sinteze i sadržavala su programske jezike za zvuk kao što su Music Macro Language (MML) i MIDI-sučelja, koja su se najčešće koristila za proizvodnju glazbe za videoigre. Početkom 1990-ih računala zasnovana na mikroprocesorima dosegla su točku razvoja gdje je postalo moguće generiranje računalne glazbe u stvarnom vremenu pomoću općenitijih programa i algoritama.

## Istraživanja
Unatoč sveprisutnosti računalne glazbe u suvremenoj kulturi, postoje značajne aktivnosti na polju računalne glazbe, dok istraživači nastavljaju provoditi nove i zanimljive pristupe sintezi, kompoziciji i izvedbi temeljene na računalima. Širom svijeta postoje mnoge organizacije i institucije posvećene području proučavanja i istraživanja računala i elektroničke glazbe, uključujući ICMA (Međunarodno udruženje računalne glazbe), C4DM (Centar za digitalnu glazbu), IRCAM, GRAME, SEAMUS (Društvo za elektroakustiku u Sjedinjenim Državama), CEC (Kanadska elektroakustička zajednica) i velik broj visokoškolskih ustanova širom svijeta.

## Glazba koju skladaju i izvode računala
Skladatelji poput Gottfrieda Michaela Koeniga i Iannisa Xenakisa koristili su računala i za generiranje zvuka i izradu partiture. Koenig je izradio programe algoritamske kompozicije koji su bili generalizacija vlastitog serijskog sastava. To nije baš slično Xenakisovu djelu jer je koristio matematičke apstrakcije i ispitivao koliko daleko ih može glazbeno istražiti. Koenigov softver preveo je izračun matematičkih jednadžbi u kodove koji su predstavljali notni zapis. To bi se moglo ručno pretvoriti u pravi notni zapis, a zatim bi to mogao izvesti čovjek. Njegovi programi Project 1 i Project 2 primjeri su ove vrste softvera. Kasnije je iste takve principe proširio na područje sinteze, omogućujući računalu da izravno proizvodi zvuk. SSP je primjer programa koji obavlja ovu vrstu funkcije. Sve je te programe Koenig razvio na Institutu za sonologiju u Utrechtu 1970-ih. 

## Računalno generirani rezultati koje potom izvodi čovjek
Računala su također korištena u pokušaju oponašanja glazbe velikih skladatelja prošlosti, poput Mozarta. Sadašnji eksponent ove tehnike je David Cope. Napisao je računalne programe koji analiziraju djela drugih skladatelja kako bi proizveli nova djela u sličnom stilu. Ovaj je program izvrsno radio sa skladateljima kao što su Bach i Mozart (njegov program Experiments in Musical Intelligence poznat je po stvaranju "Mozartove 42. simfonije"), a također i unutar vlastitih djela, kombinirajući vlastite kreacije s računalnima. 
Melomics, istraživački projekt sa Sveučilišta u Malagi (Španjolska), razvio je klaster računalne kompozicije nazvan Iamus, koji sastavlja složene dijelove s više instrumenata za uređivanje i izvedbu. Od svog osnivanja, Iamus je 2012. godine stvorio cjeloviti album s prikladnim imenom Iamus, koji je časopis New Scientist opisao kao "Prvo veliko djelo koje je komponiralo računalo i izveo veliki orkestar". Grupa je također razvila API za programere koji koriste tehnologiju, a svoju glazbu čini dostupnom na svojoj web-stranici.

## Računalno potpomognuto algoritamsko komponiranje
Računalno potpomognuta algoritmička kompozicija (CAAC) je primjer softverske implementacije i uporabe algoritmičkog komponiranja glazbe. Pojam računalno potpomognutog komponiranja nema specifičnost korištenja generativnih algoritama. Glazba proizvedena s notacijom ili softverom za sekvenciranje također se može smatrati računalno potpomognutom skladbom.

## Strojna improvizacija
Strojna improvizacija koristi računalne algoritme za stvaranje improvizacije na postojećim glazbenim materijalima. To se obično radi sofisticiranom rekombinacijom glazbenih fraza izvučenih iz postojeće glazbe, uživo ili unaprijed snimljenih. Da bi se postigla vjerodostojna improvizacija u određenom stilu, strojna improvizacija koristi algoritme strojnog učenja i podudaranja uzoraka za analizu postojećih glazbenih primjera. Rezultirajući obrasci zatim se koriste za stvaranje novih varijacija "u stilu" izvorne glazbe, razvijajući pojam stilske reinjekcije. To se razlikuje od ostalih metoda improvizacije kod računala koja koriste algoritamsku kompoziciju za stvaranje nove glazbe bez izvođenja analize postojećih glazbenih primjera.

## Statističko modeliranje stila
Modeliranje stilova podrazumijeva izgradnju računalnog prikaza glazbe koji iz dobivenih podataka bilježi važne stilske značajke. Statistički pristupi koriste se za hvatanje suvišnosti u rječniku uzoraka ili ponavljanjima, koji se kasnije rekombiniraju kako bi se stvorili novi glazbeni podaci. Miješanje stilova može se ostvariti analizom baze podataka koja sadrži više glazbenih primjera u različitim stilovima. Strojna improvizacija nadovezuje se na dugu glazbenu tradiciju statističkog modeliranja koja je započela Hillerovom i Isaacsonovom Suitom Illiac za gudački kvartet (1957.) i Xenakisovom upotrebom Markovljevih lanaca i stohastičkih procesa. Suvremene metode uključuju upotrebu kompresije podataka bez gubitaka za postupno raščlanjivanje, stablo sufiksa predviđanja, traženje nizova i još mnogo toga. Miješanje stilova moguće je miješanjem modela izvedenih iz nekoliko glazbenih izvora, a prvo miješanje stilova izvršio je S. Dubnov u komadu Suita NTrope koristeći zajednički model izvora Jensen-Shannon. Kasnije su upotrebu algoritma faktor-orakula (u osnovi faktor-orakul predstavlja automat konačnog stanja konstruiran u linearnom vremenu i prostoru na inkrementalni način) za glazbu prihvatili Assayag i Dubnov te je algoritam postao osnova za nekoliko sustava koji koriste stilsko ponovno ubrizgavanje.

## Implementacije
Prva implementacija statističkog modeliranja stilova bila je metoda LZify u Open Music, praćena sustavom Continuator koji je implementirao interaktivnu improvizaciju stroja koji je interpretirao inkrementalno raščlanjivanje LZ u terminima Markovljevih modela i koristio ga za modeliranje stilova u stvarnom vremenu, kojeg je razvio François Pachet iz Sony CSL Paris 2002. godine. Implementacija faktor-orakula Matlaba može se naći kao dio alata Computer Audition. Tu je i implementacija NTCC strojne improvizacije faktor-orakula. 
OMax je softversko okruženje razvijeno u IRCAM-u. OMax koristi OpenMusic i Max. Temelji se na istraživanjima stilske modelacije koje su proveli Gerard Assayag i Shlomo Dubnov i na istraživanjima improvizacije s računalom G. Assayaga, M. Chemilliera i G. Blocha (zvani braća OMax ) u grupi Ircam Music.

## Vanjske poveznice

### Istraživački centri
- Centre for Interdisciplinary Research in Music Media and Technology (CIRMMT) Montreal, Canada
- Institute de Recherche et Coordination Acoustique/Musique (IRCAM) Paris, France
- GRAME — National Center for Music Creation, Lyon, France
- Music Technology Group, Universitat Pompeu Fabra, Barcelona, Spain
- Centre for Digital Music, Queen Mary, University of London, London, UK
- Center for Computer Research in Music and Acoustics (CCRMA) Stanford University, USA
- The Music Computing Lab, The Open University, Milton Keynes, UK
- Laboratorio di Informatica Musicale (LIM), Università degli Studi di Milano, Milano, IT
- Учебно-методическая лаборатория «Музыкально-компьютерные технологии».  Arhivirana inačica izvorne stranice od 5. lipnja 2016. (Wayback Machine)

### Udruge
- International Society for Music Information Retrieval (ISMIR)
- International Computer Music Association (ICMA)

### Časopisi
- Computer Music Journal
- Journal of New Music Research
- Organized Sound

### Konferencije
- Sound and Music Computing Conference (SMC)  Arhivirana inačica izvorne stranice od 21. rujna 2020. (Wayback Machine)
- International Conference on Music Information Retrieval (ISMIR)
- International Conference on New Interfaces for Musical Expression (NIME)
- International Conference on Digital Audio Effects (DAFX)
- International Computer Music Conference (ICMC)